# Aseprite
Aseprite est un éditeur d'images commercial conçu principalement pour le dessin et l'animation en pixel art. Il fonctionne sous Windows, macOS et Linux et propose différents outils pour l'édition d'images et d'animations tels que les layers, frames, tilemap, ou les scripts Lua, entre autres. 
Il est développé par Igara Studio SA et dirigé par les développeurs David, Gaspar et Martín Capello. Aseprite fût un logiciel libre distribué sous licence GPLv2 mais est  sous licence propriétaire depuis août 2016. Le changement de licence à donné lieu à un fork nommé LibreSprite. 

## Histoire
Aseprite, anciennement connu sous le nom d'Allegro Sprite Editor, est publié pour la première fois en 2001 en tant que projet open source gratuit sous licence GPLv2. Cette licence est conservée jusqu'en 2016 avec la version v1.1.8, lorsque les développeurs déplacent la propriété vers une licence EULA. Cette dernière permet à des tiers de télécharger le code source, de le compiler et de l'utiliser à des fins personnelles, mais interdisent la redistribution. Après le changement de licence, les binaires Aseprite commencent à être commercialisés sur différentes plateformes en ligne comme Steam, itch.io et le site Web du projet.
Jusqu'en 2014, le référentiel de code du projet est hébergé sur Google Code puis migre vers GitHub où il est hébergé à ce jour. En novembre 2021, le référentiel compte 59 contributeurs et environ 14 000 "étoiles". De 2014 à 2021, Aseprite connaît 66 versions différentes.
Des jeux vidéo notables tels que Celeste utilisent Aseprite pour les graphismes pixel art et les animations.

## Fonctionnalités
L'objectif principal de conception d'Aseprite est de créer des sprites pixel art 2D animés.
Aseprite utilise son propre type de fichier binaire pour stocker les données, qui sont généralement enregistrées avec les extensions .ase ou .aseprite. Différents projets tiers ont été développés pour prendre en charge l'analyse des .ase dans des langages de programmation tels que C#, Python, et JavaScript. Cela est également possible dans des moteurs de jeu comme Unity et Godot.
Les images et les animations peuvent être exportées vers différents formats de fichiers, notamment PNG, GIF, FLC, FLI, JPEG, PCX, TGA et bitmap.